# Steinbach (Felchbach)
Der Steinbach ist der nicht ganz drei Kilometer lange, rechte und nördliche Quellbach des Felchbachs in den mittelfränkischen Landkreisen Weißenburg-Gunzenhausen und Roth. Er ist ein Nebenstrang des Felchbachs und wird von manchen auch als dessen Zufluss angesehen.

## Verlauf
Der Steinbach entspringt am bewaldeten Unterhang des Schloßbergs im Gebiet der Stadt Heideck im Landkreis Roth zwischen den Orten Schloßberg im Osten und Haag im Westen auf einer Höhe von etwa 535 m ü. NHN. Er fließt anfänglich westwärts, berührt dabei den Ortsrand von Haag, und danach immer mehr süd- und zum Ende südostwärts. Wenig nach Haag überquert er die Grenze zum Landkreis Weißenburg-Gunzenhausen ins Stadtgebiet von Pleinfeld und speist dann einige Weiher südlich von Haag. Er fließt auf einer Höhe von 451 m ü. NHN östlich von Engelreuth mit dem von links kommenden Flurbach zum Felchbach zusammen.